# Bookstagram

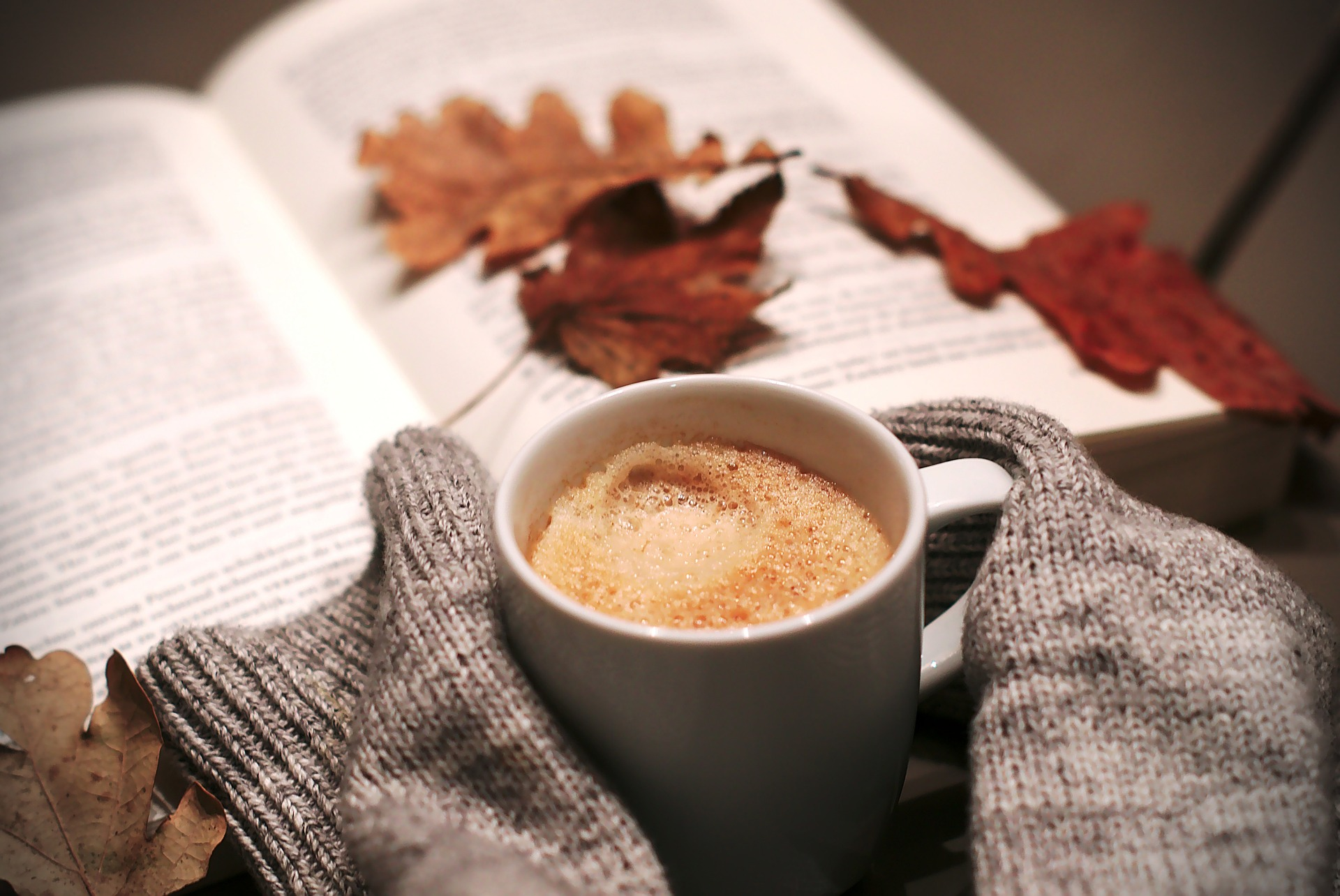
Ejemplo de imagen de Bookstagram con ambientación otoñal.

El neologismo bookstagram proviene de la unión de la palabra books, que significa «libros» en inglés, con el nombre de la aplicación de Instagram. Se trata de una comunidad, dentro de la aplicación de Instagram, donde sus miembros reflejan en su contenido, visual y escrito, su pasión por la lectura. Sus cuentas suelen mostrar opiniones lectoras, recomendaciones de libros y fotografías. El término comenzó siendo una etiqueta de la red social con la que encontrar libros favoritos por los lectores, leer opiniones o unirse a clubs de lectura online. Actualmente cuenta con más de 60 millones de publicaciones (y sigue creciendo).

## Usuarios
Los bookstagrammers son usuarios de Instagram que dedican su cuenta a los libros. Crean sus publicaciones y su contenido con base en sus lecturas y las opiniones que tiene de ellas, a través de imágenes o vídeos. Los bookstagrammers son también descritos como «los nuevos prescriptores literarios».

## Contenido
Algunas dinámicas de los bookstagrammers pueden ser:
- Book haul: en inglés haul significa «aquello que se compra». De aquí viene que su significado sea la recopilación de libros que se van adquiriendo y quedan pendientes de leer.[1]

- Wrap up: como indica el propio significado de la palabra en inglés, recoge las lecturas terminadas durante el mes por el bookstagrammer.[4]

- Unboxing: la palabra de origen inglés significa «abrir algo que está empaquetado». Así pues, es utilizada por la comunidad cuando abren los paquetes que contienen libros y que les han llegado a casa. Suelen hacerlo en directo, para que sus seguidores vean cómo de cuidado viene cada ejemplar.[5]

- TBR (To be read): tal y como su significado anglosajón nos cuenta, es la lista de libros que se pretenden leer en un mes.[6]

- Retos o booktags: retos que invitan a los bookstagrammers a completar listas con libros por temáticas, como por ejemplo los más gustados, los más románticos, etc.[7]

- Reseñas: en ellas los lectores describen la obra que han leído y dan su opinión personal.[8]

- Novedades literarias: Las novedades de las editoriales presentadas por bookstagrammers según sus preferencias y normalmente de manera mensual.[9]

- Recomendaciones: aquí los bookstagrammers aconsejan lecturas que les han gustado para que otros lectores o lectoras puedan disfrutar de ellas.[10]

- Lecturas conjuntas: lecturas en grupo, dinamizadas por el dueño de la cuenta, durante las cuales se acuerda un tiempo limitado para leer ciertos capítulos y comentarlos conjuntamente.[11]

En cuanto al estilo de las publicaciones, los bookstagrammers cuentan con varios recursos. Por ejemplo, existen sitios como Pinterest que ofrecen plantillas para crear los contenidos de las páginas. A pesar de ello, si bien los usuarios de esta red le dan importancia a la estética, lo que se cuenta del libro es lo primordial. Los bookstagrammers también emplean recursos proporcionados por la misma red social a la que pertenecen. Por ejemplo, gracias al hashtag o etiqueta «Bookstagram» se puede llegar a todo tipo de imágenes relacionadas con la literatura, e incluso productos relacionados con libros y la lectura. Algunas etiquetas populares en la comunidad son #instabooks, #igreads, #bookstagram, #bookstragramers o #books

## Jerga específica
En la comunidad se utilizan las siguientes temáticas para tratar los argumentos de los libros: 
- Enemies to lovers: los libros en los que el romance se da entre dos personajes rivales que pasan a enamorarse.[16]

- Friends to lovers en estas novelas los personajes que se enamoran son primero amigos antes de conocer el amor romántico que existe entre ellos.[17]

- Instalove: cuando en un libro romántico el amor nace durante el primer encuentro entre sus protagonistas principales.[18]

- Rich and poor: cuando el romance ocurre entre dos personajes de distintas clases económicas, y el hecho, durante la historia, tiene bastante relevancia.[19]

- Fan fiction: libros en los que el autor o la autora se ha inspirado en algún personaje célebre y este se ve reflejado o reflejada en alguno de los personajes de la historia.[20]

- Fake Dating: en este tipo de novelas los personajes tienen que fingir que están en una relación y al final se acaban enamorando de verdad.[21]

## Impacto

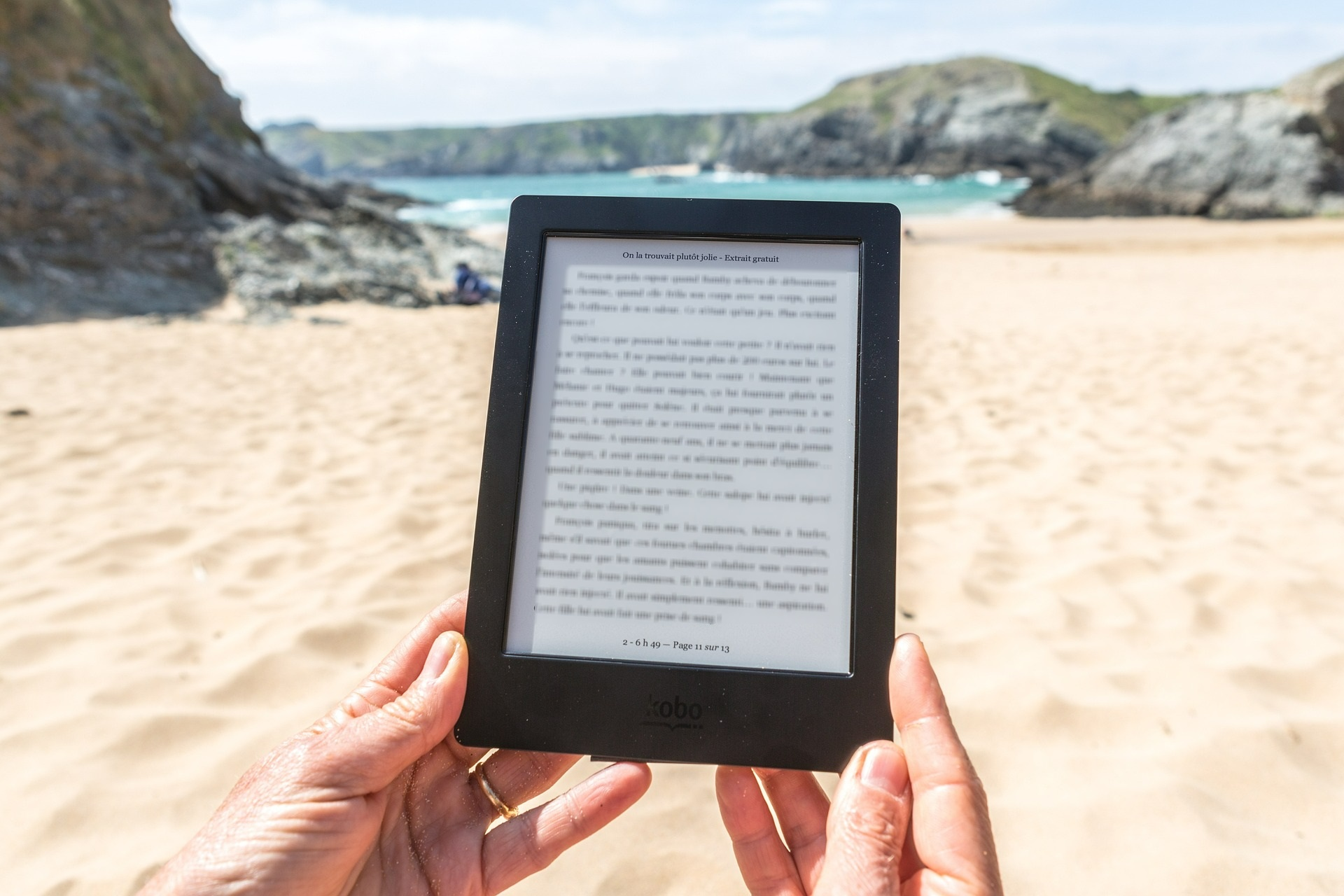
Ejemplo de imagen para reseña de Bookstagram.

Algunas consecuencias de la aparición de la comunidad de bookstagram son las siguientes:
- Los autores y las autoras ahora son capaces de ver lo que sus lectores y lectoras opinan de sus obras. No tienen que esperar a las firmas de libros, ahora pueden leer hasta reseñas extensas y bien completas. Eso les permite mejorar y adaptarse más a las preferencias de su público.[22]
- Las lectoras y los lectores se recomiendan entre ellos y ellas lecturas al momento, en directo, y desaconsejan las que no les gustaron. Un buen libro, que cause impacto, podría conseguir todavía más lectores a través de esta comunidad.[1]
- Fomenta el hábito de lectura en la juventud, así como la interacción entre lectores. Esto aumenta a la vez las ventas de libros.[23]
- Crea comunidad, ya que facilita encontrar personas con los mismos gustos de lectura, debatir sobre ellos e incluso crear grupos de lecturas conjuntas.[1]
- Funciona de catálogo, ya que gracias a algunas cuentas se consigue saber qué libros han causado más impacto y cuáles han decepcionado a los lectores y las lectoras en general.[24]
- Promociona libros para las editoriales, ya que algunas pactan con ciertos usuarios por reseñas y publicidad a cambio de ejemplares gratuitos.[8]
- Bookstagram también ha creado y fortalecido las relaciones entre la comunidad lectora LGTBQ+, ya que facilita que estén en contacto, compartan lecturas relacionadas con su colectivo y las discutan y debatan en grupo.[25]
- Esta comunidad está promocionando también las obras escritas por autores y autoras de color.[26] Algunas editoriales publican sellos solo para ellos, debido al colectivo que está surgiendo de la red social.[27]

Por otra parte, el quinto premio de la IV edición del certamen Enseñamos a leer, organizado por la Universidad Internacional de Valencia y la Fundación José Manuel Lara (FJML), fue entregado a Dolores Teresa Sutil Oya y a su proyecto «Desafío Lector: @exploradoresdelecturas». Con este pretendía la unificación del aprendizaje de la lectura con los recursos TIC. Además de la creación de una cuenta de Bookstagram para difundir información sobre el mundo de la lectura y la literatura.

## Eventos
Algunos eventos literarios han convocado a bookstagrammers a través de hashtags y promoción. Entre ellos se cuentan los siguientes: 
- Kokoro Book Fest, en Perú.[29]
- Feria del Libro de Valencia, encuentros #LecturaEnRedes[30]
- Infoblog de América Latina, evento para unir a las comunidades de BookTube, Bookstagram y Blogs.[31]
- Feria del Libro de Madid, encuentro Bookstagrammer.[32]
- Feria Internacional del Libro, en Mar de Plata.[33]
- Feria del Libro de Buenos Aires.[34]
- Festival 42, en Barcelona.[35]